# Wied
Wied és un llinatge alemany que va governar el comtat d'aquest nom, i el 1914 van rebre el principat d'Albània

## Inicis del comtat d'Engersgau
Les seves terres eren l'Engersgau. Les primeres notícies d'Engersgau són del segle ix quan estava regit per un comte anomenat Rochar, que governava també Einrich. El 958 apareix un comte anomenat Waltbert.
El primer comte ben conegut de la regió fou Otó de Hammerstein, al qui va seguir cap al 1034 el comte Wigger, que era el seu gendre i originari de Turíngia, que va iniciar una dinastia duradora. Wigger va ocupar el lloc d'Udo, fill d'Otó, que s'havia mort abans que el pare.

## El comtat de Wied fins a la desaparició
Matfried devia succeir Wigger cap al 1093 i va morir el 1129. Va adoptar el nom de Wied d'un castell a la vora d'un riu del mateix nom (Altwied). Aquesta branca es va extingir amb tres generacions, amb el comte Lotari (1218-1243). En temps de Frederic Barba-roja el comtat va ser mediatitzat i va passar a dependre del comte Palatí del Rin. La successió ja abans del 1243 va ser disputada per Eppenstein i Isenburg-Braunsberg. Bruno d'Isenburg-Braunsberg, que tenia millor dret, va renunciar a canvi de diners a una part del comtat. El comtat es va fusionar a Isenburg-Braunsberg i va desaparèixer (fins que el 1338 Guillem de Isenburg-Braunsberg va heretar l'altra part i el va restaurar).

## Restauració del comtat
L'altra part del comtat que havia passat als comtes d'Eppenstein va ser venuda al comte Rupert II de Wirneburg el 1306 que el 1307 va rebre el territori en feu del compte Palatí del Rin. El seu fill Rupert III va empenyorar el comtat alguns cops. Finalment la seva filla Agnès el va aportar com a dot al seu matrimoni amb Guillem d'Isenburg-Braunsberg que ja posseïa l'altra meitat del comtat, i que llavors va ser restaurat passant a dir-se la línia Isenburg-Wied

## Unió de Wied i Runkel
Joan II d'Isenburg-Wied, a la seva mort sense fills mascles el 1462, va traspassar l'herència a les seves filles. La part més important de Wied va passar a Anastàsia, casada amb Diètric IV senyor de Runkel, descendent de Sigfrid III de Runkel i de Westerburg.
El 1595 es va dividir breument en dues branques: l'alt Wied (Diuedorf) i el baix Wied (Wied).

## Línies Wied-Runkel i Wied-Neuwied
El comte Frederic, fill de Germà II qui ja havia tornat a reunir el comtat, va fundar la ciutat de Neuwied. El seu germà va formar la línia de Wied-Runkel (1633-1709) que va tornar a la línia principal i la va rebre el ser besnet Joan Lluís Adolf (fill de Maximilià Enric, mort el 1706, i net de Jordi, mort el 1690). I el seu fill Frederic Guillem va formar la línia Wied-Neuwied (1698)
La línia Wied-Runkel va ser elevada a prínceps de l'Imperi el 1791 i mediatitzada durant el període napoleònic. El 9 de març de 1824 va morir el príncep Carles Lluís Alexandre de Wied-Runkel i el va succeir el seu germà Frederic Lluís de Wied-Runkel que va morir ben poc després, el 28 d'abril de 1824, i amb ell es va extingir la línia i els seus territoris van passar a la línia Wied-Neuwied, des de llavors anomenada un altre cop només Wied.
La línia Wied-Neuwied va ser elevada a línia de prínceps de l'Imperi el 1785 i durant el període napoleònic fou igualment mediatitzada.

## Prínceps titulars
Frederic Carles va ostentar el títol de príncep fins al 1809. El príncep Joan August Carles de Wied va morir el 24 d'abril de 1836. Un germà seu, Maximilià Alexandre Felip de Wied fou un destacat naturalista i explorador. Guillem Germà Carles, fou fill i successor de Joan August Carles i va morir el 5 de març de 1864 deixant un fill (que el va succeir com a príncep de Wied) anomenat Guillem Adolf Maximilià Carles, casat amb la princesa Maria d'Holanda, i una filla, Isabel de Wied, que fou reina de Romania.

## La casa de Wied a Albània
Guillem va morir el 22 d'octubre de 1907 i va deixar dos fills: el més gran, Frederic, nascut el 27 de juny de 1872, fou príncep de Wied, i es va casar amb Paulina de Württemberg, essent la seva branca la que segueix el títol de príncep de Wied; el segon fill Guillem Frederic de Wied, nascut el 1876, fou nomenat Príncep d'Albània títol que va acceptar el 10 de febrer de 1914 i va fer la seva entrada a Durres (en italià Durazzo) el 7 de març de 1914. El 23 de maig de 1914 va esclatar una revolta i el príncep immediatament va abandonar el palau i es va refugiar al vaixell italià Misurata. El 4 de setembre de 1914 el príncep va abandonar el país (sense abdicar els seus drets) i mai més va tornar a Albània. Va morir el 18 d'abril de 1945 a Romania, deixant fills, entre ells l'hereu Carles Victor de Wied que va morir sense descendència el 8 de setembre de 1973.

## Comtes de Wied des del 1462
- Diètric IV senyor de Runkel 1462-c. 1465
- Frederic IV c. 1465-1478
- Diètric IV 1478-1484
- Guillem II 1484-1489
- Guillem III 1478-1526
- Joan III 1526-1533
- Felip 1533-1535
- Joan IV 1535-1581
- Germà I 1581-1591
- Germà II 1591-1631
- Joan Guillem 1591-1633
- Felip Lluís II 1591-1633
- Guillem IV 1595-1612 (línia Dieudorf, extinta el 1612)

## Línia Wied-Neuwied
- Frederic V 1633-1698
- Frederic Guillem 1698-1737
- Joan Frederic 1737-1791
- Freceric Carles 1791-1809
- Joan August Carles 1809-1836

## Línia Wied-Runkel
- Maurici Cristià 1633-1653
- Joan Ernest 1653-1664
- Lluís Ferran 1664-1709
- Joan Lluís Adolf 1709-1762
- Cristià Lluís 1762-1824
- Frederic Lluís 1824
- Extinta el 1824 passa a Wied-Neuwied

## Prínceps de Wied
- Guillem Germà Carles 1836-1864
- Guillem Adolf Maximilià Carles 1864-1907
- Germà Guillem Frederic 1908-1941
- Frederic Guillem Enric Constantí 1941-2000
- Joan Frederic Alexandre 2000-